# Kanton Soulaines-Dhuys
Soulaines-Dhuys is een voormalig kanton van het Franse departement Aube. Het kanton maakt deel uit van het arrondissement Bar-sur-Aube. Het werd opgeheven bij decreet van 21 februari 2014 met uitwerking op 22 maart 2015. Alle gemeenten werden daarbij opgenomen in het kanton Bar-sur-Aube.

## Gemeenten
Het kanton Soulaines-Dhuys omvatte de volgende gemeenten:
- La Chaise
- Chaumesnil
- Colombé-la-Fosse
- Crespy-le-Neuf
- Éclance
- Épothémont
- Fresnay
- Fuligny
- Juzanvigny
- Lévigny
- Maisons-lès-Soulaines
- Morvilliers
- Petit-Mesnil
- La Rothière
- Saulcy
- Soulaines-Dhuys (hoofdplaats)
- Thil
- Thors
- Vernonvilliers
- La Ville-aux-Bois
- Ville-sur-Terre